# Wim Helsen
Wim Frans Helsen (Antwerpen, 5 oktober 1968) is een Vlaamse cabaretier en acteur.

## Levensloop
Wim Helsen volgde de Latijns-Griekse afdeling aan OLVE te Edegem van 1980 tot 1986. Hij studeerde Germaanse filologie te Antwerpen en behaalde de licentiaatstitel in 1991. Hij was leraar, schoonmaker, sociaal werker, bouwvakker, museumgids, bankbediende en cafébaas.
Hij werkte ook als wetenschappelijk columnist voor de Vlaamse krant De Standaard; deze columns las hij ook voor op de Vlaamse Radio 1.

### Artistieke carrière
Hij begon met cabaret in 1998, toen hij samen met Randall Casaer het duo Vrolijk België vormde. Ze wonnen daarmee de Humorologie-wedstrijd in hetzelfde jaar. Ze maakten nadien nog twee voorstellingen: Huppen in brak water en Geheimzinnig dansen.
In 2001 begon Helsen solo, en haalde zo in 2002 de finale van het Leids Cabaret Festival.
Hij verscheen in 2004 regelmatig in het Nederlandse televisieprogramma Vara Laat met het typetje Generaal Maurice. In deze hoedanigheid was hij ook te zien tijdens de inleiding van de dvd Mannen met Vaste Lasten van Erik van Muiswinkel en Diederik van Vleuten.
In eigen land trad hij op als vaste gast in het stand-upcomedyprogramma Comedy Casino op Canvas.
In 2006 was hij vaste gast in het Nederlandse humoristische programma Onder de tram van de VARA. In dat jaar werd Helsen genomineerd voor de VSCD Cabaretprijs 2005-2006, de Poelifinario, de prijs voor de theatermaker(s) van de beste avondvullende voorstelling. Theo Maassen won echter.
Gedurende het televisieseizoen 2006-2007 was hij elke weekdag te zien in de tv-rubriek Vrienden van de poëzie van Man bijt hond op Eén. Van 3 december 2007 tot 9 januari 2008 was hij te zien in de rubriek De Lustige Lezers, waarin hij samen met Adriaan Van den Hoof een strip voorlas. Op 10 januari was hij ook nog even te zien, maar hij werd weggestuurd door Bruno Vanden Broecke.
Einde 2007 werden zijn shows Heden Soup! en Bij mij zijt ge veilig herwerkt tot een boek.
In maart 2008 kreeg hij een eigen programma op Canvas, de talkshow Het Programma Van Wim Helsen, samen met copresentatrice Sien Eggers.
Begin 2009 speelde Helsen de hoofdrol als stuntman in de film Dirty Mind van regisseur Pieter Van Hees. Dirty Mind is een zwarte komedie. De stuntman is eerst een heel verlegen jongen, maar na een ongeval verandert zijn persoonlijkheid volledig en wordt hij zeer extravert en vrijgevochten.
Einde 2009 was hij kandidaat in De Slimste mens ter wereld, quizprogramma van Erik Van Looy. Hij hield het twee afleveringen vol en werd toen uitgeschakeld door Bent van Looy.
In 2010-2011 werkte hij voor de Nederlandse omroep VPRO: samen met Theo Maassen en Stefaan Van Brabandt schreef en speelde hij mee in de zesdelige fictiereeks "Geen Probleem".
Anno 2011 speelde Helsen in de fictiereeks De Ronde van Jan Eelen. Wim speelde ook een gastrol in Zingaburia, een kinderreeks van Hugo Matthysen uit 2011.
In de periode van valentijn 2012 toerde hij mee met 'Saint Amour' van 'Behoud de begeerte'. Tijdens deze literaire voorstelling besprak hij 'op zijn Helsens' een oud gedicht over een liefde op het eerste gezicht.
In 2012 schreef hij de tekst voor de "Bus vol leugens", een locatie-theaterproductie van HETPALEIS waarvoor Michiel Van Cauwelaert het concept en de installatie bedacht.
In 2016 werkte Wim Helsen mee aan Clinch, een komische reeks voor tv, geschreven door Roy Aernouts, en herschreven door Arnouts, Herwig Ilegems en Wim Helsen.
Tevens is hij sinds 2017 een van de vaste juryleden van het Vier-programma De slimste mens ter wereld.
Sedert de herfst van 2015 zendt Canvas vier weekavonden per week Winteruur uit met en door Wim Helsen. In dit programma in productie van Panenka ontvangt Wim Helsen vergezeld van een golden retriever, die meestal slapend op de bank naast hem ligt, een gast die een tekst meebrengt die hem of haar geraakt heeft.

## Stijl
Wim Helsen staat bekend om zijn absurdistische stijl. Zijn voorstellingen hebben vaak een complexe structuur met veel zijlijnen en gedachtesprongen. Hij maakt veel gebruik van overdrijving, herhaling en vrije associatie.
Helsen speelt zelden in op de actualiteit. In plaats daarvan zijn zijn voorstellingen eerder een weergave van de subjectieve belevingswereld van de verteller. Hij trekt zijn publiek mee in een verhaal en de bijhorende golven van emotie en slaagt er in de mens die hij ook zelf is, te tonen in alle kwetsbaarheid zoals ze zich voordoet.

## Cabaretprogramma's
- 2002-2004: Heden Soup!
- 2005-2007: Bij mij zijt ge veilig
- 2008-2010: Het uur van de prutser
- 2012-2014: Spijtig spijtig spijtig
- 2016-2018: Er wordt naar u geluisterd
- 2021-2023: Niet mijn apen, niet mijn circus

## Prijzen
- VSCD – cabaretprijs Neerlands Hoop 2004
- Publieksprijs op 'Theater aan Zee' in Oostende (2001)
- Nominatie Poelifinario (2006) voor 'Bij mij zijt ge veilig'
- Laureaat Poelifinario (2009) voor 'Het Uur van de Prutser'
- Laureaat Poelifinario (2013) voor 'Spijtig, spijtig, spijtig'

## Andere bronnen
1. ↑  Alumni Universiteit Antwerpen, jaargang 6 nummer 1 (maart 2010), p.5

- Digitale Bibliotheek voor de Nederlandse Letteren: hels016
- Gemeinsame Normdatei: 1035575361
- International Standard Name Identifier: 0000 0003 6881 9680
- Library of Congress Control Number: no2019135146
- MusicBrainz: 10d9b39d-852f-437a-aff3-45567165c1c5
- Nederlandse Thesaurus van Auteursnamen: 242892175
- Virtual International Authority File: 291229639